# Торацо
Тора̀цо (на италиански: Torrazzo; на пиемонтски: Torrass, Торас) е село и община в Северна Италия, провинция Биела, регион Пиемонт. Разположено е на 622 m надморска височина. Населението на общината е 227 души (към 2010 г.).